# Нижний Азъял
Нижний Азъял (мар. Ӱлыл Азъял) — деревня в Волжском районе Республики Марий Эл. Входит в состав Петъяльского сельского поселения.

## География
Находится в южной части республики Марий Эл на расстоянии приблизительно 31 км по прямой на северо-восток от районного центра города Волжск.

## История
Известна с 1795 года как выселок из деревни Азъял (ныне Верхний Азъял) с 45 дворами. В 1839 году здесь проживало 167 душ мужского пола (56 дворов), в 1887 413 человек (91 двор), в 1923 550 человек (115 дворов), в 1980 435 (123 хозяйства). В советское время работали колхозы «У Азъял», «У ял» и совхоз «Дружба».

## Население
Население составляло 294 человек (мари 99 %) в 2002 году, 314 в 2010.

## Известные уроженцы
Александров Андрей Александрович (1888—1939) — русский советский офицер, натуралист. Участник Первой мировой и Гражданской войн. Получил известность как первооткрыватель в Марийской республике лечебных грязей и минеральных источников на территории памятника природы «Кленовая гора» национального парка «Марий Чодра» («Марийский Лес») в Волжском районе Марий Эл.

## Известные жители
Кельбедина Капитолина Михайловна (1893—1967) — русский советский государственный деятель, деятель образования и просвещения. Депутат Верховного Совета СССР I созыва (1937—1946). Директор средней мужской школы № 7 (1942—1943) (ныне — гимназия № 4 имени А. С. Пушкина г. Йошкар-Олы) и средней школы № 9 г. Йошкар-Олы (1943—1949). Кавалер ордена Ленина (1949). Член ВКП(б) с 1939 года.